# 良疇寺
良疇寺（りょうちゅうじ）は、滋賀県長浜市にある臨済宗妙心寺派の寺院。山号は平安山。本尊は阿弥陀如来。長浜びわこ大仏があることから別称として「びわこ大仏」とも呼ばれる。

## 歴史
寺伝では、諸国を回国していたという鎌倉幕府前執権で出家していた北条時頼が当地に到来した。その際、この地で小さな草庵を結んでいた天山和尚がその僧を時頼とは知らずに一宿を献じ、肝胆相照す仲となった。すると、鎌倉に戻った時頼は弘長2年（1262年）に自ら阿弥陀三尊像を刻むとそれを本尊とし、天山和尚を開山とする寺院をこの地に創建した。それが当寺の始まりであるという。時頼は当寺に伽藍を建立すると永久寺村方三町方三町の田地を寄進し、近江守護佐々木道倫に以後の当山の安堵を命じたという。
当初は曹洞宗であったが、15世住職の時に臨済宗に改宗したという。
元亀2年（1571年）に織田信長に襲われて焼失したが、その後、復興したか慶長7年（1602年）の検地帳には寺領五反余とある。
後には天災によって境内地が琵琶湖のなかに陥没してしまうなどしたが、宝永年間（1704年 - 1711年）に彦根・龍潭寺の粋岩によって再興されたと伝えらる。
1937年（昭和12年）にコンクリート製で護国阿弥陀如来という大仏が建てられたが老朽化し、1992年（平成4年）に解体され、1994年（平成6年）に長浜びわこ大仏として2代目が建てられた。 

## 境内
- 本堂
- 本堂前庭 - 曽呂利新左衛門による作庭という[4]。
- 庫裏
- 庭園
- 十三重石塔
- 納骨堂
- 長浜びわこ大仏 - 1994年（平成6年）再建。琵琶湖を背にして立っている高さ28ｍの青銅製大仏。
  - 大仏殿 - 長浜びわこ大仏の台座部分。
- 鐘楼
- 稲荷社
- 観音堂
- 山門

## 前後の札所
びわ湖百八霊場
44 宝厳寺　-　45 良疇寺　-　46 総持寺

## 所在地
- 滋賀県長浜市下坂浜町86

## アクセス
- JR北陸本線 長浜駅より　彦根行きバスにて「大仏前」下車すぐ